# 법정형
법정형이란 형법의 각칙조문을 비롯하여 기타 형벌을 규정한 특별법에서 각개의 범죄에 대하여 규정하고 있는 추상적인 형벌 자체를 말한다. 대표적인 예로 제250조에서 사람을 살해한 자는 사형, 무기 또는 5년 이상의 징역에 처한다, 형법 제329조에는 타인의 재물을 절취한 자는 6년 이하의 징역 또는 일천만원 이하의 벌금에 처한다고 규정하고 있는 것 등이다.

## 같이 보기
- 선고형